# Флаг Литвы
Флаг Литвы (лит. Lietuvos vėliava) — официальный государственный символ Литовской Республики, представляет собой прямоугольное полотнище из трёх равновеликих горизонтальных полос: верхней — жёлтого, средней — зелёного и нижней — красного цвета. Отношение ширины флага к его длине 3:5.
15-я статья Конституции Литовской Республики, принятой на референдуме в 1992 году, устанавливает цвета Государственного флага — жёлтый, зелёный, красный. Детальное описание и порядок использования определяет Закон о Государственном флаге и других флагах (новая редакция 1 сентября 2004 года).
Пропорции флага в 1988—2004 годах были 1:2. С 1 сентября 2004 года пропорции изменены на 3:5.
Жёлтый цвет символизирует свет и солнце, зелёный — траву, красный — кровь, пролитую за Литву.
| Цвет       | Жёлтый     | Зелёный      | Красный      |
| ---------- | ---------- | ------------ | ------------ |
| RGB (HTML) | #FAB900    | #096540      | #BE2A2A      |
| CMYK       | 0-30-100-0 | 100-55-100-0 | 25-100-100-0 |
| Pantone    | 1235 C/U   | 349 C/U      | 1805 C/U     |

## Использование

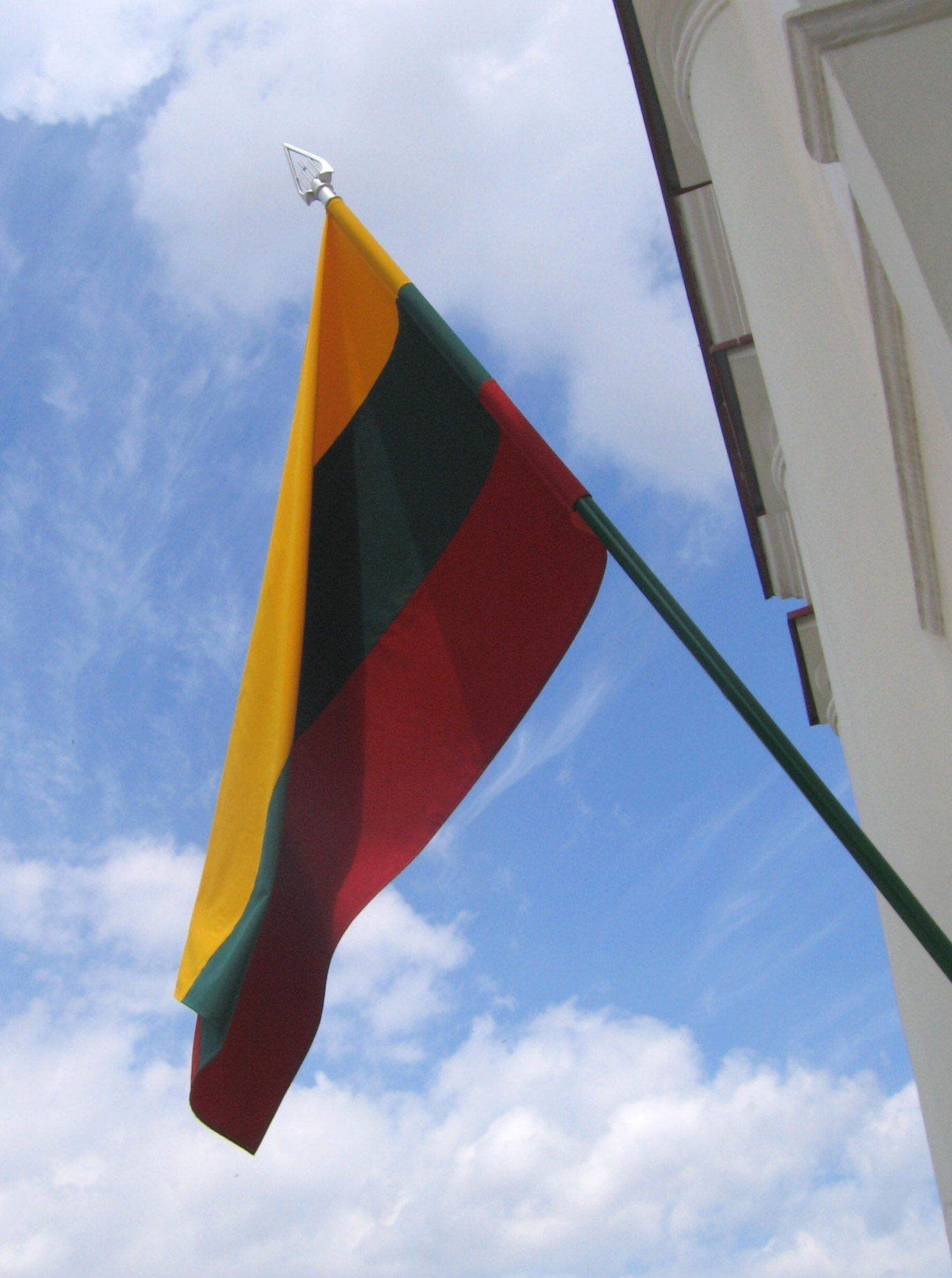
Государственный флаг Литвы

Официальное использование Государственного флага Литвы, флагов других государств и иных флагов регламентирует Закон о Государственном флаге и других флагах (новая редакция 1 сентября 2004. Согласно статье 5 закона, Государственный флаг постоянно поднят на следующих зданиях (либо над ними или перед ними):
- Сейма Литовской Республики;
- Резиденции Президента;
- Правительства Литовской Республики, министерств и администраций начальников уездов;
- Конституционного суда и других судов;
- Генеральной прокуратуры;
- Банка Литвы;
- Главной избирательной комиссии;
- Башни Гедимина в Вильнюсе;
- советов самоуправлений;
- в пунктах пограничного контроля (в международных аэропортах, морских и речных портах, железнодорожных вокзалах и т. п.).

Государственный флаг вывешивается также на зданиях (поднимается на мачтах и флагштоках) органов местного самоуправления, общественных объединений, предприятий, учреждений и организаций независимо от форм собственности, а также на жилых домах в дни государственных праздников. В День чёрной ленты 23 августа и День памяти геноцида евреев 23 сентября флаги должны быть приспущены и снабжены траурными чёрными лентами.

## Исторический флаг

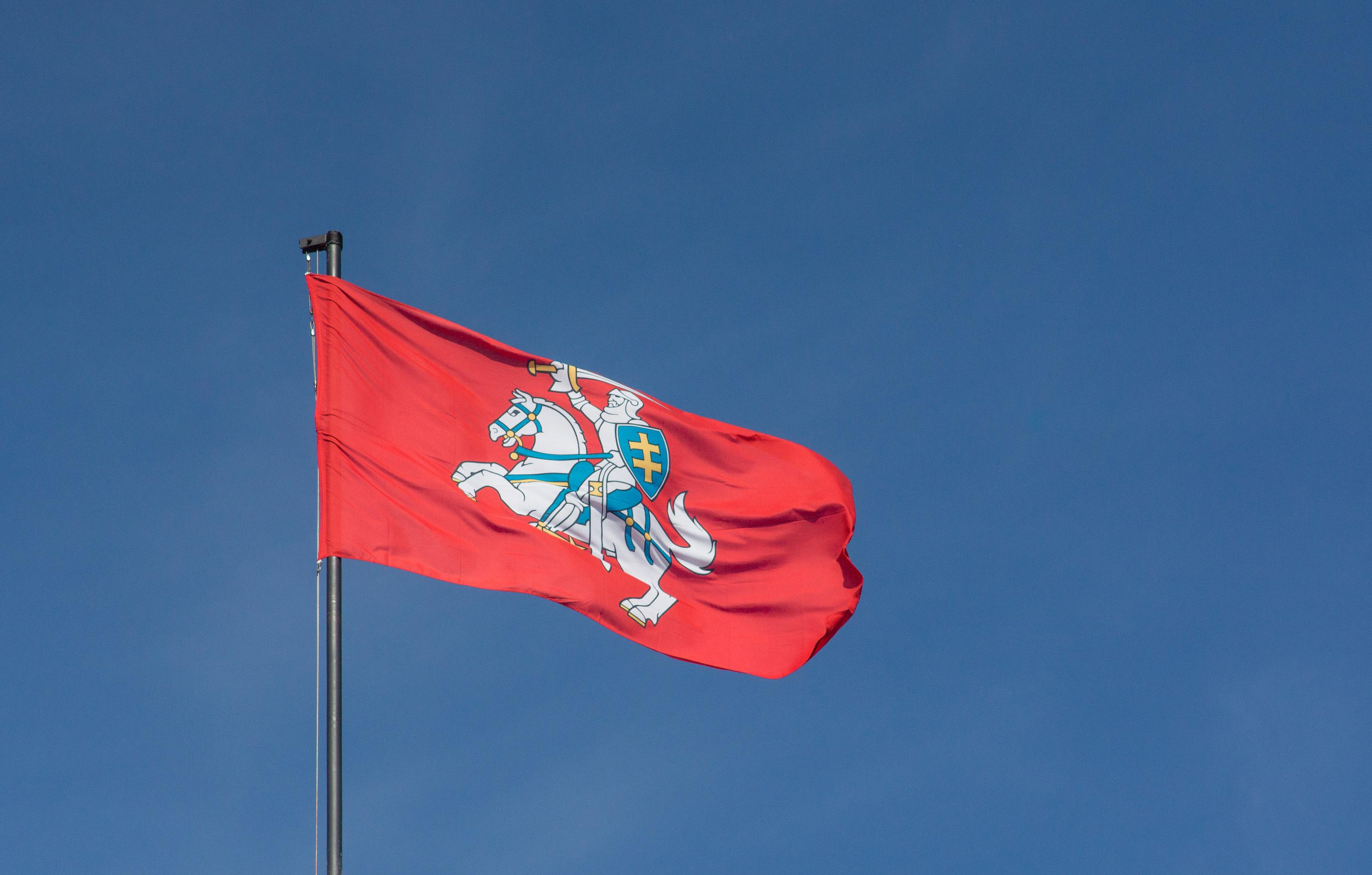
Государственный исторический флаг

Наряду с государственным флагом в Литве официально используется «государственный исторический флаг Литвы», узаконенный принятой Сеймом Литвы 8 июля 2004 года поправкой к «Закону о государственном флаге Литвы» (IX-2331). Его прототипом являются знамёна полков Великого княжества Литовского в Грюнвальдской битве 1410 года. Исторический флаг представляет собой полотнище красного цвета с изображением Погони, то есть серебряного всадника в доспехах на белом коне, с поднятым над головой мечом. Левое плечо всадника закрывает щит синего цвета с двойным золотым крестом. Соотношения сторон флага 3:5.
Исторический флаг должен быть постоянно поднят над Дворцом великих князей литовских в Вильнюсе, Тракайским замком и Военным музеем в Каунасе. Он должен также подниматься в дни важнейших государственных праздников:
- 16 февраля в День восстановления Литовского государства — у Дома сигнатариев в Вильнюсе;
- 11 марта в День восстановления независимости Литвы — у Сейма;
- 6 июля в День государства (коронации короля Литвы Миндаугаса) — у Президентского дворца;
- 15 июля в день Грюнвальдской битвы — у Министерства охраны края;
- 25 октября в день Конституции — у Сейма, Президентского дворца, Правительства и Конституционного Суда[2].

## История
Образ литовского национального флага формировался в 1917—1918 годах с учётом традиций геральдики и литовского народного декоративно-прикладного искусства. Комиссию, выработавшую проект литовского флага, составили учёный и общественный деятель Йонас Басанавичюс, художник Антанас Жмуйдзинавичюс и археолог, краевед, художник Тадас Даугирдас. Й. Басанавичюс предложил использовать цвета, чаще других встречающиеся в литовском народном текстиле. Руководствуясь этим предложением, художник А. Жмуйдзинавичюс подготовил проект с полосами красного и зелёного цветов, чаще других встречающихся в народных тканях. По предложению Т. Даугирдаса была введена полоса жёлтого цвета, символизирующего зарю. Жёлто-зелёно-красный триколор был утверждён Советом Литвы 19 апреля 1918 как временный флаг Литвы.
В конституциях 1922 и 1928 годов Государственный флаг сочетает жёлтую, зелёную, красную полосы. После присоединения Литвы к Советскому Союзу флагом республики стало красное полотнище с названием республики на литовском языке, серпом и молотом. В 1953 году был установлен флаг из трёх горизонтально расположенных цветных полос красного цвета (восемь двенадцатых ширины), белого (одна двенадцатая ширины) и зелёного (три двенадцатых ширины полотнища) цветов с золотыми серпом, молотом и пятиконечной звездой.
В 1972 году шофёр Владас Маяускас был арестован за поднятие литовского триколора. Ему было предъявлено обвинение по ст. 190-1 УК РСФСР («Распространение заведомо ложных измышлений, порочащих советский государственный и общественный строй»). Решением Верхновным судом Литовской ССР направлен на принудительное лечение в ПБ, дальнейшая его судьба неизвестна .
Жёлто-зелёный-красный триколор в качестве национального флага стал широко публично использоваться летом 1988 года. По инициативе Саюдиса 7 октября 1988 года состоялась церемония водружения национального триколора на башне Гедимина в Вильнюсе. Флаг был заново узаконен и получил официальный статус в качестве флага Литовской ССР 18 ноября 1988 года поправками, внесёнными в Конституцию Литовской ССР Верховным Советом Литовской ССР. 25 января 1989 года Президиум Верховного Совета утвердил его цвета, опирающиеся на образцы флага Литовской Республики периода между Первой и Второй мировыми войнами.
В Вильнюсе на башне Гедимина литовский флаг впервые был поднят 1 января 1919 года небольшой группой добровольцев литовских военных формирований. В память об этом в числе других праздников и памятных дней Сейм Литвы в 1997 году установлил день Флага Литвы (лит. Lietuvos Vėliavos diena) 1 января.

Флаг президента Литвы
Государственный (исторический) флаг Литвы
Флаг Малой Литвы
Проект флага Литвы, вывешенный на Виленской конференции 18 сентября 1917[5]
Современный флаг Жемайтии
Флаг Мемельланда
Флаг Литовской ССР 1940 — 1953
Флаг Литовской ССР 1953 — 1988
Флаг Литовской ССР 1988 — 1990; флаг Литвы в 1990 — 2004 соотношение сторон 1:2
Государственный (исторический) флаг Литовской республики в 1918—1922
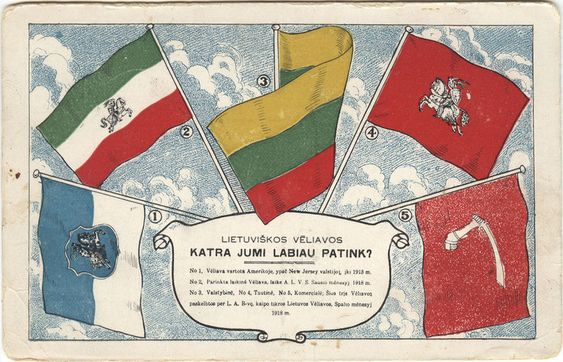
Открытка, на которой изображены флаги, которыми пользовались литовцы до и после провозглашения независимости в 1918 году.
Лицевая сторона Жемайтской хоругви времён русско-польской войны 1609—1618 годов.
Оборотная сторона Жемайтской хоругви времён русско-польской войны 1609—1618 годов.

## Похожие флаги

Флаг Мьянмы